# Брен (Кот-д’Ор)
Брен (фр. Brain) — коммуна во Франции, находится в регионе Бургундия. Департамент коммуны — Кот-д’Ор. Входит в состав кантона Витто. Округ коммуны — Монбар.
Код INSEE коммуны — 21100.

## Население
Население коммуны на 2010 год составляло 28 человек.
| 1962 | 1968 | 1975 | 1982 | 1990 | 1999 | 2010 |
| ---- | ---- | ---- | ---- | ---- | ---- | ---- |
| 56   | 42   | 30   | 40   | 35   | 23   | 28   |

## Экономика
В 2010 году среди 21 человека трудоспособного возраста (15—64 лет) 16 были экономически активными, 5 — неактивными (показатель активности — 76,2 %, в 1999 году было 75,0 %). Из 16 активных жителей работали 16 человек (9 мужчин и 7 женщин), безработных не было. Среди 5 неактивных 0 человек были учениками или студентами, 4 — пенсионерами, 1 был неактивным по другим причинам.